# Grupo Freudenberg
O Grupo Freudenberg é um grupo diversificado de empresas de propriedade familiar alemã cujos produtos incluem utensílios domésticos e produtos de limpeza, peças automotivas, têxteis, materiais de construção e telecomunicações. Sua sede fica em Weinheim, Baden-Württemberg, e possui instalações de produção na Europa, Ásia, Austrália, América do Sul e do Norte. A empresa-mãe foi fundada em 1849 como produtora de artigos de couro. Atualmente, a empresa é de propriedade de acionistas que são todos descendentes do fundador original, a maioria dos quais agora são famílias abastadas que vivem principalmente na Europa ou na América do Norte.

## História
A empresa foi fundada em 1849 por Carl Johann Freudenberg, filho de um comerciante de vinhos, e seu sócio, Heinrich Christoph Heintze; os dois assumiram um curtume em Weinheim. Nos 80 anos seguintes, a empresa produziu exclusivamente produtos de couro. Prejudicado pela depressão econômica mundial que começou em 1929, e pela escassez durante a Segunda Guerra Mundial, diversificou-se em vedações para motores feitos primeiro de couro e depois de borracha artificial (o Simmerring, assim chamado em homenagem a um engenheiro chamado Walther Simmer), o que levou aos tecidos e à limpeza de tecidos e ferramentas quando se notou que as faxineiras da empresa estavam usando sobras descartadas dos tecidos experimentais. Vileda (em alemão:  wie Leder, "como couro") panos de limpeza de janelas foram comercializados pela primeira vez em 1948.
Em meados da década de 1990 a empresa se reorganizou com uma "estrutura organizacional altamente descentralizada": possui dezesseis divisões ou áreas de negócios incorporando 430 unidades independentes. 75% de seus negócios são como fornecedores de outras empresas. Em 2004, a Freudenberg tinha funcionários em 43 países. Recentemente, concentrou sua atenção nos mercados da China e do Japão; por exemplo, forneceu os revestimentos de piso para as estações de metrô de Xangai.
Em 2002 a empresa fechou seu último curtume de couro, marcando o fim efetivo da indústria de couro na Alemanha. No entanto, hoje a Vileda é líder de mercado na Europa. Todos os carros alemães contêm peças feitas por outra subsidiária da Freudenberg, e as roupas de exterior fabricadas na Alemanha contêm fibras feitas por outra. Quase todos os grandes aeroportos têm pisos feitos por outra subsidiária da Freudenberg. Em 2004, o Grupo Freudenberg fez uma entrada inicial no mercado médico global com a criação da Freudenberg Medical EN. Em 2020, o grupo era um negócio de 8,8 bilhões de euros com mais de quase 48 000 funcionários, aproximadamente 11 000 na Alemanha.

## Propriedade e filosofia

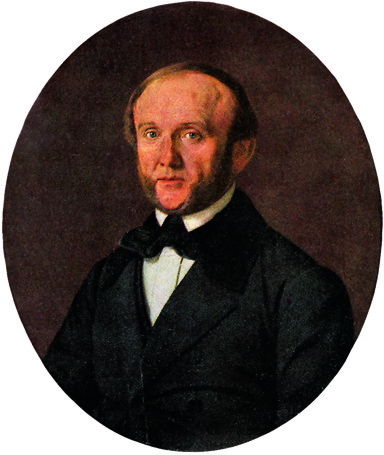
Carl Johann Freudenberg

A Freudenberg continua a ser uma empresa privada familiar, estruturada como Kommanditgesellschaft (sociedade limitada) detida conjuntamente por descendentes do fundador (cerca de trezentas em 2011). As ações não podem ser vendidas a não membros da família e devem ser entregues pelos sogros após o divórcio. Nenhum acionista detém mais de 2% de participação. Uma Assembléia Geral anual de três dias elege o Conselho de Sócios, que consiste de sete a treze membros, dos quais a maioria deve ser membros da família Freudenberg. As divisões são geridas por um Conselho de Administração, que não tem necessariamente de ser membros da família. Os acionistas recebem um boletim informativo semestral da família e têm acesso à intranet dos proprietários. Alguns seletos fazem parte da Comissão de Vinhos, que supervisiona os vinhedos privados de Freudenberg. Esses vinhedos são os maiores da região de Bergstraße, produzindo 60 000 garrafas de vinho anualmente.
Wolfram Freudenberg, um membro da família de quinta geração que anteriormente chefiava a Bolsa de Valores de Stuttgart, foi presidente do Conselho de Sócios de 2005 a 2014, sucedendo Reinhart Freudenberg, que renunciou por motivos de idade. Em 2014, ele foi sucedido por Martin Wentzler, também membro da família de quinta geração. O porta-voz do Conselho de Administração é Mohsen Sohi; seu antecessor, Peter Bettermann, ex-chefe da BP alemã, em 1997 tornou-se o primeiro membro não familiar a dirigir a empresa.
No final da década de 1930, a empresa desenvolveu princípios operacionais que incluem ampla diversificação de produtos e mercados, dispersão de risco, pensamento de longo prazo e manutenção de um índice de patrimônio de pelo menos 40%, evitando grandes aquisições e favorecendo as pequenas. A empresa prefere adquirir "um punhado de pequenas empresas interessantes" todos os anos do que uma grande empresa que possa pôr em risco a filosofia da empresa. Em cada área de atuação, a empresa atua apenas onde pode ser a primeira ou a segunda no mercado; por exemplo, vende vedantes para motores em todo o mundo, mas a Vileda limpa principalmente na Europa.

## Marcas

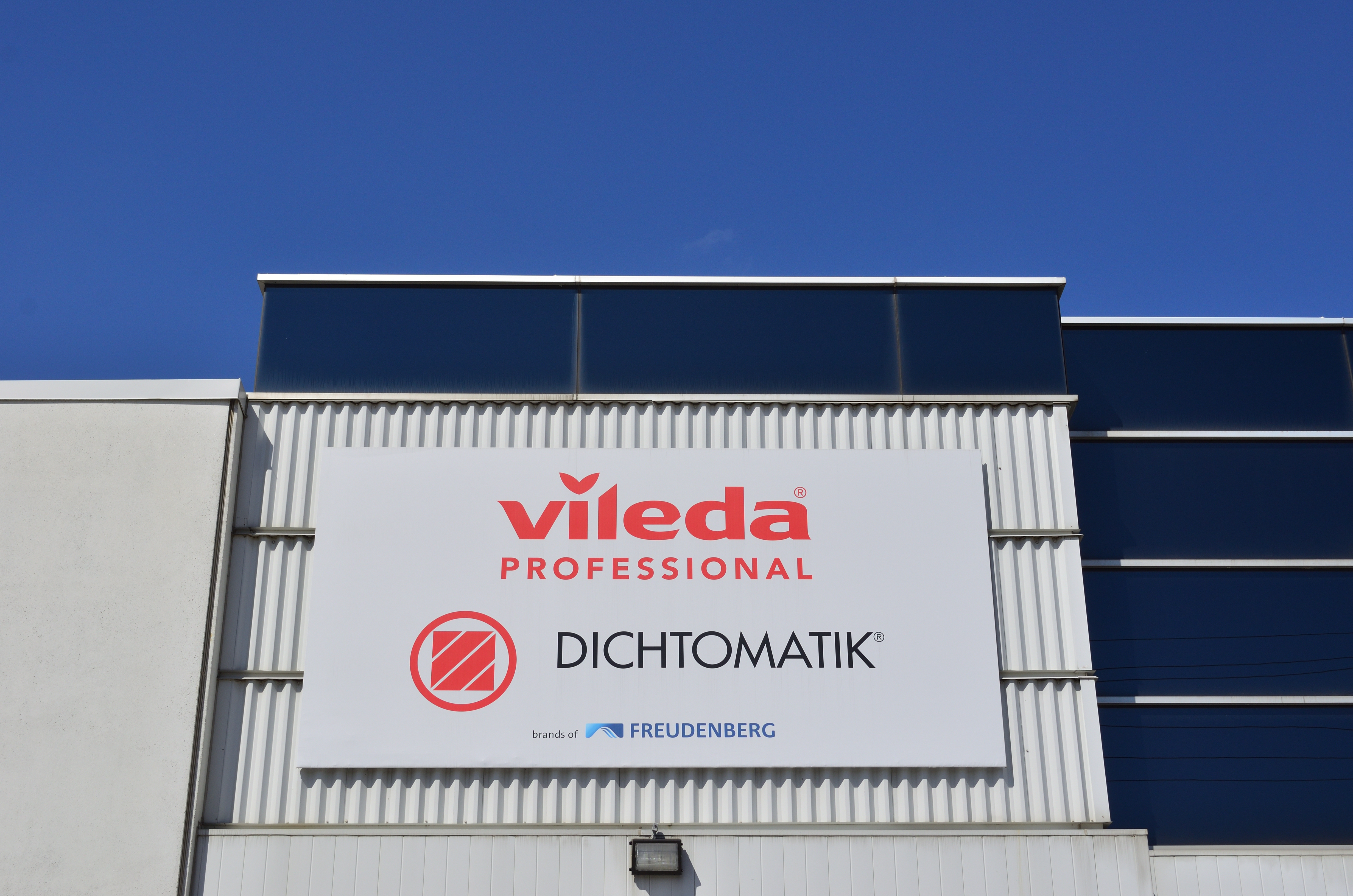
Escritório do Grupo Vileda Freudenberg

As marcas listadas no site da empresa são:
- Chem-Trend
- Corteco
- EagleBurgmann
- Evolon
- Ecozero
- FIT (Freudenberg IT)
- Freudenberg Medical
- Freudenberg Sealing Technologies
- Gala
- HelixMark
- Klüber Lubrication
- Lutradur
- Lutraflor
- Lutrasil
- Merkel
- MicronAir
- OKS
- Pellon
- Simrit
- Terbond
- Texbond
- SoundTex
- SurTec
- Vibracoustic
- Vildona
- Vileda
- Viledon
- Vilene
- Vilmed

A Freudenberg Household Products Division também vende produtos sob a marca O-Cedar nos EUA.

## Filantropia
O Grupo Freudenberg é proprietário do Schau- und Sichtungsgarten Hermannshof, um jardim botânico público em Weinheim, inaugurado em 1983 e operado em conjunto com a cidade.
A Freudenberg Stiftung foi fundada em 1984 e é dotada de ações da matriz. Tem um amplo mandato "para promover a ciência, as humanidades e a educação, bem como fortalecer a coexistência pacífica na sociedade e na cultura" e se concentra particularmente na assistência e na educação democrática dos jovens, principalmente na Alemanha.